# Аппиа, Джеймс Квеси
Джеймс Кве́си А́ппиа, также известный как Аква́зи А́ппиа (англ. James Kwesi Appiah; 30 июня 1960, Кумаси) — ганский футболист, полузащитник. Дважды тренер сборной Ганы.

## Карьера игрока
Аппиа, левый защитник, играл за футбольный клуб «Асанте Котоко», в период с 1983 по 1993 год. Многократный чемпион Ганы.
Аппиа играл за сборную Ганы в период с 1982 по 1992 года, появившись в двух отборочных матчах чемпионата мира; он также был капитаном команды.

## Карьера тренера
Он получил техническую подготовку в английских клубах «Манчестер Сити» и «Ливерпуль».
Джеймс Квеси Аппиа был ассистентом главного тренера сборной Ганы в 2007—2012 годах. В течение 2010—2011 годов был главным тренером национальной сборной до назначения Горана Стевановича.
Аппиа был тренером сборной Ганы до 23 лет, с которой он выиграл золотые медали на Всеафриканских играх 2011.
Он был назначен на должность главного тренера сборной Ганы в апреле 2012 года. Гана получила право сыграть на чемпионате мира 2014 в Бразилии, что сделало его первым чернокожим африканским главным тренером, везущим сборную Ганы на чемпионат мира. Ему был предложен новый двухлетний контракт в мае 2014 года. Но Аппиа ушёл тренировать суданский клуб Аль-Хартум. Вместо него был приглашён израильский тренер Аврам Грант.
В апреле 2017 года после неудачного выступления сборной Ганы на Кубке африканских наций (лишь 4 место) Грант был смещён и его место вновь занял Квеси Аппиа . В январе 2020 году он был уволен.